# Мирослав Миловић
Мирослав Миловић (Чачак, 25. фебруар 1955 — Бразилија, 11. фебруар 2021) био је српски филозоф.

## Биографија
Рођен је у Чачку 1955. године. Дипломирао је филозофију у Београду 1978. Докторирао је 1987. године на Гетеовом универзитету у Франкфурту и 1990. на Сорбони. Од 1988. био је доцент на предмету Етика на Филозофском факултету у Београду, а 1997. му је престала служба. Био је на вишегодишњим студијским боравцима у Анкари, Гранади, Токију и Бразилији.
Преминуо је 11. фебруара 2021. у Бразилији од последица корона вируса.

### Филозофске студије
- Subjektivitat und Komunikation, дисертација, Франкфурт, 1987.
- Рефлексивни аргумент, 1989.
- Кант и проблем утемељења етике, 1988.
- Етика и дискурс, дисертација, Сорбона, Париз, 1992.